# Martin Luther King, Jr. National Memorial

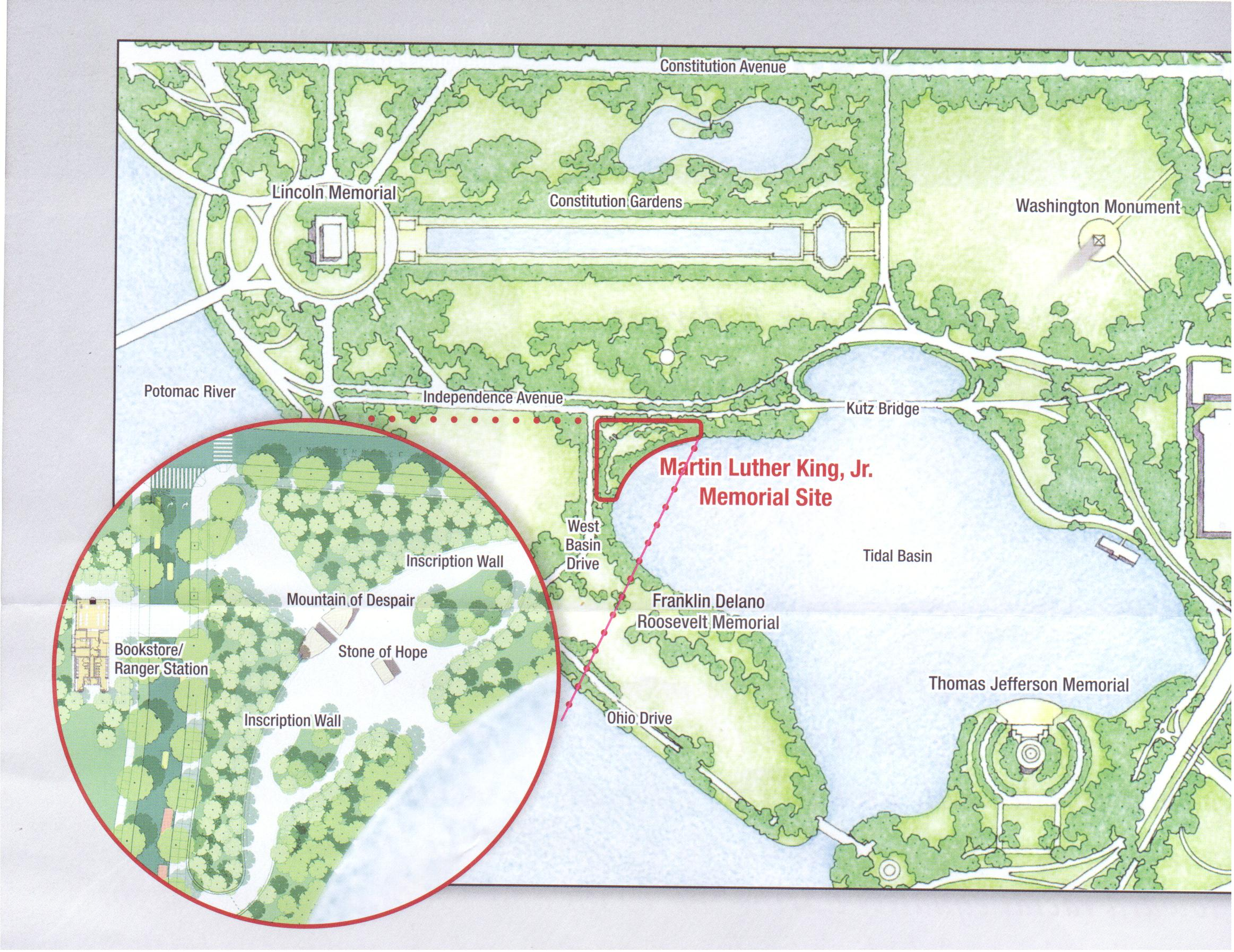
Locatie en lay-out van het Memorial

Het Martin Luther King, Jr. National Memorial is een monument in de Amerikaanse hoofdstad Washington D.C. ter ere van Martin Luther King, baptistendominee, politiek leider, een van de boegbeelden van de Amerikaanse burgerrechtenbeweging tegen de rassenscheiding en winnaar van de Nobelprijs voor de Vrede. King was de eerste Afro-Amerikaan, en pas de vierde niet-president die geëerd wordt met een nationaal gedenkteken op of bij de National Mall.
Het monument bevindt zich in West Potomac Park, ten zuidwesten van het Washington Monument en de rest van de National Mall. Het ligt aan de noordwestelijke oever van het Tidal Basin dicht bij het Franklin Delano Roosevelt Memorial. Het ligt pal op de lijn die getrokken kan worden tussen twee van de grootste monumenten in het gebied, Lincoln Memorial in het noordwesten en Jefferson Memorial in het zuidoosten. Het officieel adres van het monument is 1964 Independence Avenue, S.W. waarmee met 1964 het jaar van de Civil Rights Act of 1964 wordt herdacht.
Het 9,1 m hoge standbeeld Stone of Hope is een beeltenis van King, uitgevoerd door de beeldhouwer Lei Yixin die oprijst uit een stenen blok. Het is een verbeelding van een van de uitspraken van King tijdens de I Have a Dream speech: ""Out of a mountain of despair, a stone of hope." Bezoekers van het monument gaan eerst door een opening in de Mountain of Despair, twee andere granietblokken, om het beeld te bereiken. Bij het 1,6 hectare grote gebied waarop het monument staat hoort ook een Inscription Wall, een lange muur waarop 14 fragmenten uit Kings speeches, preken en geschriften staan waaruit zijn streven naar gerechtigheid, democratie, hoop en liefde blijkt. De quotes en hun datum zijn:
- "We shall overcome because the arc of the moral universe is long, but it bends towards justice." (31 maart 1968, National Cathedral, Washington, D.C.)
- "Darkness cannot drive out darkness, only light can do that. Hate cannot drive out hate, only love can do that." (1963, uit Strength to Love)
- "I believe that unarmed truth and unconditional love will have the final word in reality. This is why right, temporarily defeated, is stronger than evil triumphant." (10 december 1964, Oslo, Noorwegen)
- "Make a career of humanity. Commit yourself to the noble struggle for equal rights. You will make a greater person of yourself, a greater nation of your country, and a finer world to live in." (18 april 1959, Washington, D.C.)
- "I oppose the war in Vietnam because I love America. I speak out against it not in anger but with anxiety and sorrow in my heart, and above all with a passionate desire to see our beloved country stand as a moral example of the world." (25 februari 1967, Los Angeles, California)
- "If we are to have peace on earth, our loyalties must become ecumenical rather than sectional. Our loyalties must transcend our race, our tribe, our class, and our nation; and this means we must develop a world perspective." (24 december 1967, Atlanta, Georgia)
- "Injustice anywhere is a threat to justice everywhere. We are caught in an inescapable network of mutuality, tied in a single garment of destiny. Whatever affects one directly, affects all indirectly." (16 april 1963, Birmingham, Alabama)
- "I have the audacity to believe that peoples everywhere can have three meals a day for their bodies, education and culture for their minds, and dignity, equality and freedom for their spirits." (10 december 1964, Oslo, Noorwegen)
- "It is not enough to say "We must not wage war." It is necessary to love peace and sacrifice for it. We must concentrate not merely on the negative expulsion of war, but on the positive affirmation of peace." (24 december 1967, Atlanta, Georgia)
- "The ultimate measure of a man is not where he stands in moments of comfort and convenience, but where he stands at times of challenge and controversy." (25 februari 1967, Los Angeles, California)
- "Every nation must now develop an overriding loyalty to mankind as a whole in order to preserve the best in their individual societies." (4 april 1967, Riverside Church, Manhattan, New York)
- "We are determined here in Montgomery to work and fight until justice runs down like water, and righteousness like a mighty stream." (5 december 1955, Montgomery, Alabama)
- "We must come to see that the end we seek is a society at peace with itself, a society that can live with its conscience." (16 april 1963, Birmingham, Alabama)
- "True peace is not merely the absence of tension: it is the presence of justice." (16 april 1963, Birmingham, Alabama)

Het monument werd op 22 augustus 2011 geopend na meer dan twintig jaar planning, geldinzameling en constructie. Een openingsplechtigheid was voorzien voor zondag 28 augustus 2011, een symbolische datum en de 48ste verjaardag van de "I Have a Dream" speech die King gaf van op de trappen van Lincoln Memorial op 28 augustus 1963. De doortocht van orkaan Irene maakte deze viering evenwel niet mogelijk.
Een nieuwe symbolische datum werd gezocht en gevonden in 16 oktober 2011, de 16de verjaardag van de slotbijeenkomst van de Million Man March die op de National Mall werd gehouden op 16 oktober 1995. Sprekers waren onder meer Barack Obama, Jesse Jackson, Andrew Young, Al Sharpton en zoon Martin Luther King III. Muzikaal werd het evenement opgeluisterd door onder meer Aretha Franklin en Stevie Wonder.
Het standbeeld is niet het eerste standbeeld voor een Afro-Amerikaans persoon in Washington D.C., dat is een standbeeld van Mary McLeod Bethune in Lincoln Park. Het is wel het eerste standbeeld voor een zwarte Amerikaan op of bij de National Mall. De drie andere niet-presidenten die er geëerd worden zijn George Mason, John Ericsson en Amerikaans marinegezagvoerder John Paul Jones.